# Cheiracanthium vansoni
Cheiracanthium vansoni is een spinnensoort uit de familie Cheiracanthiidae.
De wetenschappelijke naam van de soort werd in 1936 gepubliceerd door Reginald Frederick Lawrence.